# Amanda Ngandu-Ntumba
Amanda Ngandu-Ntumba (* 24. Juni 2000 in Juvisy-sur-Orge) ist eine französische Leichtathletin, die sich auf das Kugelstoßen und den Diskuswurf spezialisiert hat.

## Sportliche Laufbahn
Erste internationale Erfahrungen sammelte Amanda Ngandu-Ntumba im Jahr 2017, als sie bei den U18-Weltmeisterschaften in Nairobi mit einer Weite von 46,22 m den siebten Platz im Diskuswurf belegte und im Kugelstoßen mit 14,55 m auf Rang zwölf gelangte. Im Jahr darauf belegte sie bei den U20-Weltmeisterschaften in Tampere mit 53,22 m den vierten Platz im Diskuswurf und 2019 gewann sie bei den U20-Europameisterschaften in Borås mit einem Wurf auf 53,22 m die Bronzemedaille im Diskuswurf und wurde im Kugelstoßen mit 14,80 m Neunte. 2021 gewann sie bei den U23-Europameisterschaften in Tallinn mit 56,24 m die Bronzemedaille im Diskuswurf hinter der Niederländerin Jorinde van Klinken und Helena Leveelahti aus Finnland. Zudem belegte sie im Kugelstoßen mit 16,07 m den fünften Platz. Im Jahr darauf schied sie bei den Europameisterschaften in München mit 54,70 m in der Qualifikationsrunde aus und siegte anschließend mit 55,09 m bei den U23-Mittelmeer-Meisterschaften in Pescara und sicherte sich dort mit 14,88 m die Silbermedaille hinter der Italienerin Anna Musci. 2023 wurde sie bei den World University Games in Chengdu mit 57,36 m Vierte im Diskusbewerb und im Jahr darauf verpasste sie bei den Europameisterschaften in Rom mit 57,07 m den Finaleinzug. 2025 wurde sie bei der 1. Liga der Team-Europameisterschaft in Madrid mit 15,48 m 13. im Kugelstoßen, ehe sie bei den World University Games in Bochum mit 55,33 m den siebten Platz belegte. 
In den Jahren von 2020 bis 2022 und 2024 wurde Ngandu-Ntumba französische Meisterin im Kugelstoßen im Freien sowie von 2021 bis 2024 in der Halle.

## Persönliche Bestleistungen
- Kugelstoßen: 17,11 m, 28. Juni 2024 in Angers
- Diskuswurf: 63,59 m, 12. April 2025 in Ramona